# I Maghi di Waverly - Ritorno a Waverly Place
I maghi di Waverly - Ritorno a Waverly Place (Wizards Beyond Waverly Place) è una sitcom statunitense ideata da Todd J. Greenwald, sequel e spin-off de I maghi di Waverly. Vede protagonisti Janice LeAnn Brown, Alkaio Thiele, Max Matenko, Taylor Cora, Mimi Gianopulos e David Henrie e ha debuttato il 29 ottobre 2024 su Disney Channel.

## Trama
La serie parla di una giovane maga di nome Billy, che va da Justin Russo in cerca di aiuto per l'addestramento e che cerca di convincerlo a riprendere in mano la sua vita da mago, dopo aver scelto di vivere una vita normale con sua moglie Giada e i suoi due figli Roman e Milo a Staten Island.
Justin però non ha mai rivelato alla moglie e i figli il suo segreto e cerca di continuare a farlo, ignaro che i figli sanno la verità e Billie cerca di coprire entrambi

## Episodi
| Stagione       | Episodi | Prima TV USA | Pubblicazione Italia |
| -------------- | ------- | ------------ | -------------------- |
| Prima stagione | 21      | 2024-2025    | 2024-2025            |

## Personaggi e interpreti

### Personaggi principali
- Billie, interpretata da Janice LeAnn Brown, doppiata da Giulia Bersani.
Giovane maga giunta nel mondo dei mortali insieme ad Alex, la quale chiede a Justin di farle da mentore. È ribelle e impulsiva e combina molti danni con la magia e non conosce molto il mondo umano. Stando a una profezia è destinata a salvare il mondo.
- Roman Russo, interpretato da Alkaio Thiele, doppiato da Emanuele Niego.
Figlio maggiore di Justin e Giada.
- Milo Russo, interpretato da Max Matenko, doppiato da Laura Cherubelli.
Figlio minore di Justin e Giada.
- Winter, interpretata da Taylor Cora, doppiata da Giada Bonanomi.
Migliore amica di Roman e in seguito di Billie, conosce il suo segreto e quello di Justin.
- Giada Russo, interpretata da Mimi Gianopulos, doppiata da Stefania Rusconi.
Moglie mortale di Justin e giornalista investigativa per WOWP News.
- Justin Russo, interpretato da David Henrie, doppiato da Matteo De Mojana.
Vicepreside e poi preside della scuola media Greenwald e marito di Giada. Torna a insegnare per preparare Billie al suo destino, finendo per rivelare il suo segreto alla moglie e i figli

### Personaggi ricorrenti
- Bigelow McFigglehorn, interpretata da Kirsten Vangsness, doppiata da Jenny De Cesarei.
Membro della ministero dell'istruzione magica.
- Magipedia, interpretato da Patrick Bristow.
- Iggy, interpretata da Sarrie Thompson.
Fata e interesse amoroso di Roman.
- Marcus, interpretato da Oscar Montoya.
- Bella Bianchi, interpretata da Eleanor Sweeney.
Vicina di casa di Justin, coinvolta in una faida con Milo.

### Guest star
- Alex Russo, interpretata da Selena Gomez, doppiata da Ilaria Silvestri.
Sorella minore di Justin e zia di Roman e Milo.
- Jerry Russo (stagione 1), interpretato da David DeLuise, doppiato da Luca Ghignone.
Padre di Justin e nonno di Roman e Milo.
- Theresa Russo (stagione 1), interpretata da Maria Canals-Barrera, doppiata da Patrizia Scianca.
Madre di Justin e nonna di Roman e Milo.
- Piper (stagione 2), interpretata da Freya Skye
- Gossip Stone (stagione 2), interpretato da Harvey Guillén
- Quentin (stagione 2), interpretato da Recker Eans
- Lord Morsus (stagione 2), interpretato da Tobias Jelinek
- Wiz M.D. (stagione 2), interpretato da Patrick Bristow
- Sig. Laritate (stagione 2), interpretato da Bill Chott
- Mantooth (stagione 2), interpretato da Sean Whalen
- Amanda (stagione 2), interpretata da Amanda Tepe

## Produzione
Il 18 gennaio 2024 Disney, attraverso i suoi social network, annuncia la produzione di un episodio Pilota per un ipotetico sequel della serie I maghi di Waverly. Le riprese dell'episodio pilota sono iniziate il 1º febbraio 2024. La produzione della serie è iniziata nell'aprile seguente.
Il 31 marzo 2025 la serie è stata rinnovata per una seconda stagione.

## Promozione
Il trailer de I maghi di Waverly - Ritorno a Waverly Place ha accumulato 69 milioni di visualizzazioni in dieci giorni su tutte le piattaforme di social media. È diventato il trailer più visto per una sitcom di Disney Channel di tutti i tempi.

## Distribuzione
Negli Stati Uniti la serie è trasmessa su Disney Channel dal 29 ottobre 2024. I primi nove episodi sono stati resi disponibili su Disney+ il giorno seguente. In Italia è pubblicata su Disney+ dal 30 ottobre 2024 con i primi 4 episodi.
La seconda stagione sarà trasmessa su Disney Channel dal 12 settembre 2025. La stagione completa sarà resa disponibile su Disney+ negli Stati Uniti e in alcuni paesi dall'8 ottobre seguente.

### Edizione italiana
La direzione del doppiaggio è a cura di Matteo Brusamonti, su dialoghi di Lydia Corbelli e Francesca Pittatore, per conto di Zoo.

## Accoglienza

### Critica
La prima stagione ha ricevuto recensioni positive dalla critica. Rotten Tomatoes riporta l'89% delle recensioni professionali positive, con un voto medio di 7,70 su 10 basato su 9 critiche. Metacritic ha assegnato un punteggio di 78 su 100 basato su 4 recensioni, indicando "recensioni generalmente favorevoli".

## Riconoscimenti
- 2025 – Nickelodeon Kids' Choice Awards[12]
  - Candidatura alla serie TV preferita
  - Candidatura all'attore televisivo preferito a David Henrie
  - Candidatura all'attrice televisiva preferita a Janice LeAnn Brown